# Bianca Muratagic
Bianca Muratagic, egentligen Music, född 30 september 1977 i Sarajevo, är en svensk operasångare, programledare, sångpedagog och kolumnist.

## Biografi
Muratagic avlade examen i operasolistsång och sångpedagogik 2004 på Giuseppe Verdi konservatorium vid musikhögskolan i Milano. Muratagic kom till Sverige vid 14 års ålder efter att hennes familj flytt från bosniska kriget i början av 1990-talet. 
Muratagic spelade titelrollen för Giacomo Puccinis Tosca på Skånska Operan i Malmö. Hon har omnämnts som "världsstjärna" i Upsala Nya Tidning. Den 11 juli 2013 framförde Muratagic låten "Sto te nema" i Stockholm för att hedra offren för Srebrenicamassakern. Tidskriften Expo publicerade en artikel om händelsen. Muratagic har framfört opera, konserter och evenemang på musik- och teaterhus, slott och kyrkor i Sverige, Tjeckien, Italien och Schweiz. Hon är också en sevdalinka i musikaler med pop, soul, jazz och blues. I dag driver Muratagic sångakademin "Sångakademi Bianca" i Uppsala där hon arbetar som sångpedagog, rösttränare, konstledare, ensembleledare, konsertarrangör, musikproducent och låtskrivare.

## Politik
I mars 2017 publicerade Nyheter24 en artikel av Muratagic där hon hävdade att "i Sverige ökar polariseringen, hatet och frustrationen" till följd av svensk medias jäv.
Hon har publicerat flera artiklar på webbplatserna Projekt Sanning och Katerina Magasin. Under 2017 startade hon ett upprop för att bojkotta teaterföreställningen "Jihadisten", ett statligt finansierat projekt med målet att "visa den humanistiska aspekten av islamistisk jihadist".
I april 2018 publicerade Dagens Nyheter en artikel som rapporterade att Bianca Muratagic hade stängts av från Facebook efter att hon kritiserat Annie Lööf, partiledaren för Centerpartiet. I en artikel i Nya tider skriver Muratagic om det "vänsterpolitiska anti-demokratiska hyckleriet och deras förmodade solidaritet". I oktober 2018, efter det svenska riksdagsvalet, twittrade hon att valet var riggat på grund av klanröstning. Under en protest på Mynttorget i Stockholm den 16 december 2018 höll Bianca Muratagic ett anförande tillsammans med bland andra Katerina Janouch. I december 2018 publicerade Muratagic en artikel som krävde att det skulle utlysas en nationell nödsituation på grund av ökningen av våldtäkter och våld i Sverige.

## Operor och konserter
- Anna Bolena av G. Donizetti i rollen som Anna Bolena (Conservatorio Giuseppe Verdi, Milano, Italien)
- Norma (V. Bellini) i rollen som Norma i rollen som Alcina (Kulturama, Stockholm)
- Gianni Schicchi (G. Puccini) i rollen som Lauretta (Conservatorio Giuseppe Verdi, Milano)
- La Wally (A. Catalani) i rollen som La Wally (Conservatorio Giuseppe Verdi, Milano)
- Figaros bröllop (WA Mozart) i rollen som Rosina[14][15]
- Grevinnan Mariza (Emmerich Kálmán) i rollen som Grevinnan Mariza[16]
- Madame Butterfly (G. Puccini) i rollen som Madame Butterfly[17]
- Carmen (G. Bizet) i rollen som Carmen[18][19]
- Tosca (G.Puccini) i rollen som Tosca[20][21]
- Gäfle Drängars Julkonsert[22]